# Tireh (Markazi)
Pour les articles homonymes, voir Tireh.
Tireh (en  persan : تيره, également connu sous le nom romanisé de Tīreh) est un village du district rural de Duzaj, district de Kharqan, comté de Zarandieh, province de Markazi en Iran.
Lors du recensement de 2006, sa population était de 216 habitants, répartis dans 48 familles.